# Zemenye-Selegd
Zemenye-Selegd (Selegd 1899-ig Stodra, németül: Zemendorf-Stöttera, horvátul: Cemindrof-Štedra) község Ausztriában Burgenland tartományban, a Nagymartoni járásban. Közigazgatásilag ide tartozik Kisboldogasszony (németül Kleinfrauenhaid, horvátul Svetica) is.

## Fekvése
Kismartontól 10 km-re délnyugatra a Vulka partján fekszik.

## Nevének eredete
Selegd nevét a Vulka folyó régi nevéről (Seleg) kapta.

## Története
A mai község két, egykor önálló falu Zemenye és Selegd egyesítéséből keletkezett. A termékeny talaj miatt területe már a neolit korban lakott volt. Jelentős régészeti emléke az ún. „Hexenhügel” magyarul „boszorkánydomb”, ami nem más, mint egy a hallstatti kultúra-beli halomsír.
Zemenye 1281-ben "Zebirna", 1317-ben "Zemene", 1324-ben "Semwerth", 1337-ben "Scebena", 1370-ben "Zemunye", 1396-ban "Poss. Zemenye", 1410-ben "Zemenye", 1430-ban "Zemenye al. nom. Chemigdorf" alakban szerepel a korabeli forrásokban. Az Osli nemzetség birtoka volt. Plébánosát a fraknói uradalom 1500-as urbáriumában említik először. A török 1529-ben, 1532-ben és 1683-ban is elpusztította. 1605-ben és 1620-ban Bocskai István, illetve Bethlen Gábor felkelői dúlták fel. A 17. századtól az Esterházy család birtoka volt. 1713-ban pestisjárvány pusztított. 1716-ban a falu közepén a Vulka partján egy Szent Sebestyén tiszteletére szentelt barokk kápolnát építettek, ez később egy tűzvészben elpusztult. 1824-ben épült fel Szent Mihály tiszteletére szentelt római katolikus temploma.
Fényes Elek szerint " Zemenye, németül Zemendorf, német f. Sopron vgyében, a német-ujhelyi országutban, Sopronhoz 2 mfd. 650 kath. lak. Határa inkább róna mint hegyes; van 761 hold szántóföldje, 10 h. rétje, 7 h. kertje, 72 h. szőlőhegye, 200 hold fenyves és nyir erdeje, vizimalma a Vilka vizén. Egész urbéri telek 28 1/8. Birja h. Eszterházy és a csornai prépost."
866-ban Adalwin salzburgi érsek látogatást tett a pannóniai szlávok fejedelme Pribina uralma alá tartozó területen. Ekkor említik, hogy „Ztradach” településen egy Szent István első vértanú tiszteletére szentelt templom áll. Ztradach feltehetően azonos a későbbi Selegddel, melyet 1010-ben „Stederach” alakban említenek ismét. A településnév ebben a formában a heiligenkreuzi apátság 13. századi oklevelében is megtalálható. Később a németben „Stedrach”, majd „Stödtra”, végül „Stöttera” alakban módosult.

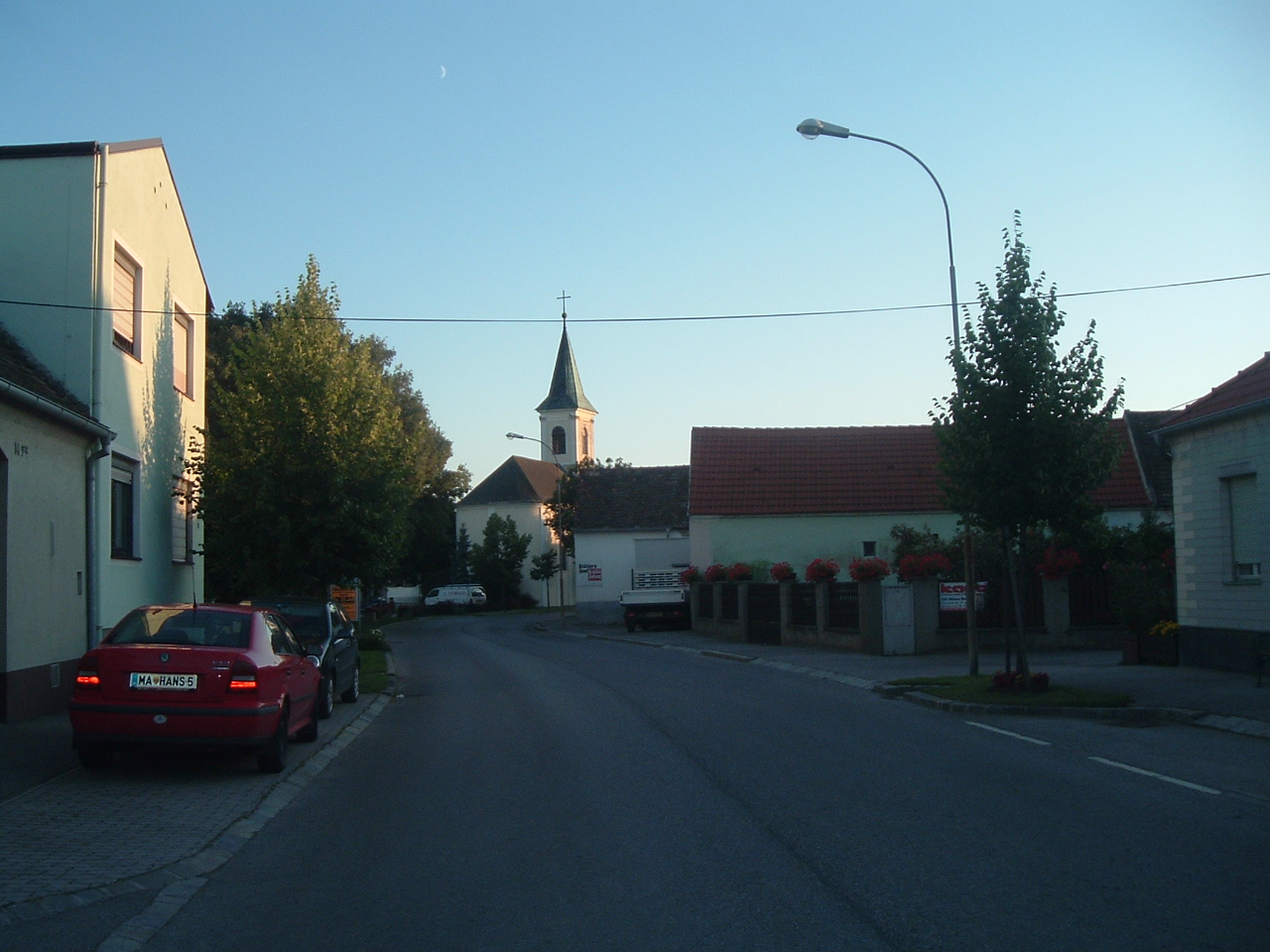
Selegd

Selegd 1324-ben "Poss. Zeredahel", 1360-ban, 1415-ben és 1434-ben "Zerdahel" alakban szerepel az írott forrásokban. Eredeti neve „Szerdahely” volt, birtokosa szintén az Osli nemzetség. A ma „Kapellenfeld” néven ismert területen Selegd és Zemenye között, ott ahol ma az iskola áll a középkorban kápolna volt. A török a falut 1529-ben, 1532-ben és 1683-ban is elpusztította. 1605-ben és 1620-ban Bocskai, illetve Bethlen Gábor felkelői dúlták fel. A 17. századtól az Esterházy család birtoka volt. 1713-ban pestisjárvány pusztított. A falunak 1720-ban nem volt temploma, a hívek a közeli Kisboldogasszonyra jártak istentiszteletre. A faluban csak egy fából készült harangláb állt, melybe ekkor vásároltak új harangot. 1751-ben új kápolna építésébe kezdett a falu és ezt használták 1826-ig, a templom megépítéséig. 1831-32-ben nagy kolerajárvány pusztított, melynek 64 helyi lakos esett áldozatául.
Fényes Elek szerint "Stodra, németül Stettera, német falu, Sopron vmegyében, Sopronhoz északra 2 mfd., 780 kath. lakossal. Van 762 hold elég termékeny szántóföldje, 43 hold rétje, 3 h. kertje, 46 h. szőlője és 76 hold erdeje; vizimalmok a Vulka vizén. Urbéri telek 28 3/8. Birja h. Eszterházy."
1910-ben Zemenyének 817, Selegdnek 837, többségében német lakosa volt, jelentős német (388 fő) kisebbséggel. A trianoni békeszerződésig Sopron vármegye Nagymartoni járásához tartozott.
Kisboldogasszony ősi templomát, mely a Vulkától északra a régi temető területén állt 1050-ben építették. A hagyomány építési idejét az 1200 körüli időre teszi. Ekkor történt ugyanis, hogy a birtokos két testvér Fraknói Konrád és Imre egy vita miatt párbajra készültek egy Fraknó és Kismarton közötti réten. A párbaj kezdetén jobbágyaik Istenhez és Szűz Máriához kezdtek imádkozni, hogy békítse meg őket. Ezt látva a testvérek kardjaikat eldobták és egymást megölelve kibékültek. Ezen a helyen a Nagyboldogasszony tiszteletére templomot építettek, melyet írásos forrás 1261-ben említ először. Régi kegyképe, mely a templom apszisában állt egy bizánci ikon másolata volt, 1460 körül készült. 1683-ban a török a templomot felégette, de 1693-ban barokk stílusban újjáépítették. A ma is látható kegyképet, mely a czestochowai „Fekete Madonna” másolata, 1694-ben a kegyúr Esterházy Pál nádor Fraknó várából hozatta a templomba. A templom mai formájában 1785-ben épült rokokó stílusban. Búcsúk alkalmával a 19. században 3-4000 hívő is összegyűlt itt.

## Nevezetességei
- Zemenye Szent Mihály tiszteletére szentelt római katolikus temploma 1824-ben épült klasszicista stílusban. Főoltárképe is 1824-ben készült. Oltárán a máriazelli Madonna másolata látható.
- Selegd Szent Ilona tiszteletére szentelt római katolikus temploma 1826-ban épült. Tornyát 1900-ban építették. Főoltára 1909-ben készült. A templomot 1909-ben, 1948-ban és 1974-ben renoválták. Színes üvegablakai 1948-ban Bécsben készültek.
- Kisboldagasszony Mária Mennybemenetele tiszteletére szentelt római katolikus kegytemploma 1785-ben épült. Kegyképe a czestochowai Fekete Madonna másolata, az Istenanya és gyermeke fejükön ezüst koronával a 17. században készült, bár hátoldalán az 1461-es évszám látható. Hagymakupolás tornya a nyugati oldalon áll. Mennyezetképén a templom titulusa, Mária mennybemenetele ábrázolása látható. Mellékoltárait Dorfmeister István festette 1784-ben. A déli oldalán található Xavéri Szent Ferenc-kápolna 1694-ben, az északi oldali családi mauzóleum, a Rothermann család sírboltja a 19. század második felében épült. A templom kétmanuálos, pedálklaviatúrás orgonáját az ország egyik legszebb orgonájaként tartják számon, 1834-ben Stephan Hechinger építette. A templom nyugati oldalán álló temetőkápolna eredetileg román stílusú volt, melyet később gótikus stílusban építettek át. Mai formáját az 1718-as barokk átépítéskor kapta.
- Kisboldogasszony községben hunyt el 1706-ban Romanus Weichlein (sz. 1652 k.) osztrák zeneszerző és Benedek-rendi pap pestises megbetegedés következtében.